# Cabeça a prêmio
Cabeça a prêmio es una película brasilera del año 2009 dirigida por Marco Ricca y escrita por Ricca y Felipe Braga. Está basada en la obra de Marçal Aquino.

## Argumento
Los Menezes, una poderosa familia que se dedica a la cría de ganado en el medio Oeste, siempre han estado a cargo de los negocios ilegales de la región. En los últimos tiempos, han visto como el sistema que los protegió durante tantos años se ha estado desintegrando lentamente. Mirão Menezes vive a merced de la industria del tráfico de drogas, las autoridades y la violenta lucha de poder contra su hermano Abílio. La hija de Mirão, Elaine se enamora del piloto de su padre y queda embarazada, después de que su tío Abílio los soborna deciden huir. Brito, el asesino a sueldo encargado de matar a la pareja, es también irónicamente víctima de la historia de amor.

## Reparto
- Alice Braga como Elaine.
- Daniel Hendler como Dênis.
- Fúlvio Stefanini como Waldomiro.
- Cássio Gabus Mendes como Albano.
- Ana Braga como Jussara.
- Otávio Müller como Abílio.
- Eduardo Moscovis como Brito.
- César Troncoso
- Via Negromonte